# Albert Delvaux (compositeur)
Albert Delvaux (né le 31 mai 1913 à Louvain et mort le 16 mai 2007 à Jette) est un compositeur belge.
En 1961, il remporte le premier prix du Concours Reine Élisabeth en composition.